# Sông Mân (Phúc Kiến)
Sông Mân (Trung văn phồn thể: 閩江, Trung văn giản thể: 闽江, bính âm: Mǐnjiāng) là một con sông chảy qua tỉnh Phúc Kiến, Trung Quốc. Đây là con sông dài nhất ở Phúc Kiến với chiều dài 577 km và là một kênh giao thông đường thủy quan trọng.
Đừng nhầm lẫn với sông Mân ở tỉnh Tứ Xuyên.